# Petr Velechovský
Petr Velechovský (* 1947) je český kouč. 
Vlastní duchovní cestu započal na konci 70. let. Provozuje kursy osobnostního rozvoje, a to prostřednictvím společnosti Modrá alfa, kterou založil.

## Publikace
- VELECHOVSKÝ, Petr – HAVELKA, Jan: Modrá Alfa. Objevování skrytých schopností, vyd. BEN - Technická literatura, 1996. Dostupné online.[3]